# Богатово
Богàтово е село в Северна България, община Севлиево, област Габрово.

## География
Село Богатово се намира на около 4 – 5 km източно от град Севлиево. Разположено е в Севлиевското поле. Климатът е умереноконтинентален с температурни инверсии. Надморската височина в центъра на селото е около 240 m.
През Богатово минава третокласният републикански път III-404, водещ на запад през Севлиево и селата Сенник, Градница и Бериево до село Дебнево и връзка с третокласния републикански път III-3505, а на изток до връзка с първокласния републикански път I-4, съвпадащ с Европейски път Е772.
Южно покрай Богатово тече река Чопарата, десен приток на река Росица, на която около 3 km източно от селото, в землището на село Ловнидол, се намира Богатовският язовир.
Населението на село Богатово, наброявало 1246 души при преброяването към 1934 г., намалява до 782 към 1985 г. и 369 (по текущата демографска статистика за населението) към 2019 г.
При преброяването на населението към 1 февруари 2011 г., от обща численост 420 лица, за 360 лица е посочена принадлежност към „българска“ етническа група, за 44 – към „турска“ и за останалите не е даден отговор.

## История
За първи път името на селото се споменава в османотурски документ от 1479 г. В подробен регистър от 1516 г. са записани с лично и бащино име всички жители.
При избухването на Балканската война един човек от Богатово е доброволец в Македоно-одринското опълчение.
Предполага се, че училището в Богатово е открито през 1887 г. в частна къща. През 1889 г. училището се премества в стаите около разрушената джамия. Тук учениците са били около 10 – 15 души. През 1912 г. се построява нова сграда, която се използва до съществуването на училището. Непълна прогимназия се разкрива през 1920 г. През 1946 г. се открива прогимназия, като в зависимост от броя на учениците някои от прогимназиалните класове се закриват и отново се откриват. В периода 1969 – 1972 г. броят на учениците се променя, като тенденцията е към трайно намаляване на учениците. С Решение на Окръжния народен съвет – Габрово училището се закрива от 31 август 1972 г., като учениците продължават образованието си в Първо основно училище „Христо Ботев“ – Севлиево.
На 17 януари 1951 г. се основава Трудово кооперативно земеделско стопанство (ТКЗС) „Сталин“ – село Богатово. От месец март същата година без решение на управителния съвет или общото събрание името „Сталин“ престава да се посочва и стопанството се наименува Трудово кооперативно земеделско стопанство – село Богатово. Дейността на стопанството започва още от основаването му, като първоначално се изразява в полевъдство, овощарство, лозарство, зеленчукопроизводство и стопанисване на ливади, отглеждане на едър рогат добитък, свиневъдство и овцевъдство. През 1952 г. стопанството открива птицевъдна и коневъдна ферми. През 1957 г. то разкрива спомагателните предприятия коларо-железарска работилница и каменна кариера, а през 1958 г. – дърводелска работилница и започва пчеларство. По решение на БКП и правителството на 1 януари 1959 г. ТКЗС – село Богатово се обединява с Трудово кооперативните земеделски стопанства в Севлиево и селата Крушево, Кормянско, Ряховците и Петко Славейков, като образуват Обединено трудово-кооперативно земеделско стопанство „Българо-съветска дружба“ – Севлиево. През месец март 1959 г. от обединеното стопанство се отделят териториите на бившите ТКЗС в селата Кормянско, Ряховците и Петко Славейков и образуват отделно стопанство с името Обединено трудово кооперативно земеделско стопанство „Ганка Стефанова“ – село Кормянско, а към Обединено трудово-кооперативно земеделско стопанство „Българо-съветска дружба“ – Севлиево остават само териториите на бившите ТКЗС Севлиево, Крушево и Богатово.

## Население
Преброяване на населението през 2011 г.
Численост и дял на етническите групи според преброяването на населението през 2011 г.:
|                     | Численост | Дял (в %) |
| Общо                | 420       | 100,00    |
| Българи             | 360       | 85,71     |
| Турци               | 44        | 10,47     |
| Цигани              | 0         | 0,00      |
| Други               | 0         | 0,00      |
| Не се самоопределят | 0         | 0,00      |
| Неотговорили        | 14        | 3,33      |

## Обществени институции
Село Богатово към 2020 г. е център на кметство Богатово.
В село Богатово към 2020 г. има:
- действащо читалище „Отец Паисий – 1922“;[12][13]
- православна църква „Света Параскева“;[14]
- пощенска станция.[15]

## Забележителности
На входа на читалище „Отец Паисий – 1922“ има паметна плоча с изписани имената на загиналите от село Богатово, Севлиевска община, през войните 1912 – 1913 г. (Балканска и Междусъюзническа).